# 20 Mule Team
Twenty Mule Team (of 20 Mule Team) is een western uit 1940 over boraxmijnwerkers, met Wallace Beery en Anne Baxter. Deze film is geregisseerd door Richard Thorpe en origineel uitgegeven in Sepia. De film duurt 84 minuten.

## Rolverdeling
| Acteur           | Personage     |
| ---------------- | ------------- |
| Wallace Beery    | Skinner Bill  |
| Leo Carillo      | Piute Pete    |
| Marjorie Rambeau | Josie Johnson |
| Anne Baxter      | Joan Johnson  |
| Douglas Fowley   | Stag Roper    |
| Noah Beery, Jr.  | Mitch         |
| Arthur Hohl      | Salters       |